# جي إي للطاقة
 كانت شركة جي إي للطاقة أو شركة جي‌ إي للنفط والغاز هي قسم من شركة جنرال إلكتريك التي تملك استثماراتها في صناعة البترول. في يوليو 2017، دمج هذا القسم مع بيكر هيوز.
تقسيم توفير المعدات اللازمة ل صناعة النفط بما في ذلك الحفر، تحت سطح البحر و الشاطئ، البرية، الغاز الطبيعي المسال والغاز الموزعة، خط أنابيب النفط وتخزين النفط، تكرير النفط والبتروكيماويات. قامت جي‌ إي للنفط والغاز أيضًا بتصميم وتصنيع أنظمة الحفر والإنتاج السطحية وتحت سطح البحر، ومعدات لمنصات الإنتاج العائمة، وضواغط الغاز، وتوربينات الغاز، ومكائن التربو، والمفاعلات عالية الضغط، وتوليد الكهرباء الصناعية. قدمت جي‌ إي للنفط والغاز أيضًا حلول تكامل خطوط الأنابيب، والقياس القائم على الاستشعار، والتفتيش، ومراقبة الحالة، والضوابط وحلول قياس الإشعاع.  
في عام 2016، قامت جي‌ إي للنفط والغاز بتوظيف حوالي 37000 شخص، لخدمة العملاء في أكثر من 140 دولة.